# Allsvenskan (Handball)
Allsvenskan ist der Name der zweiten schwedischen Handball-Liga. Sie wird vom schwedischen Verband Svenska Handbollförbundet organisiert.
Bis zur Einführung der Elitserien (heute Handbollsligan) war die Allsvenskan die höchste Spielklasse Schwedens.
Seit der Saison 2007/2008 wird die Allsvenskan von jeweils 14 Mannschaften bestritten, die je zwei Spiele gegeneinander austragen. Bis einschließlich der Saison 2008/2009 stiegen die beiden Mannschaften auf dem ersten und dem zweiten Platz in die Elitserien auf und dritt- und Viertplatzierte bestritt mit den Mannschaften auf Platz 11. und 12. der Elitserien Relegationsspiele. Die beiden Letztplatzierten der Allsvenskan stiegen in die Division 1 ab. Ab der Saison 2009/2010 steigt nur der Erstplatzierte direkt in die Elitserien auf, die Mannschaften auf den Plätzen 2 bis 4 der Allsvenskan bestreiten in der Kvalserien Relegationsspiele mit den Mannschaften auf den Plätzen 11 bis 13 der Elitserien, die drei besten Mannschaften dieser Relegation spielen in der Folgesaison in der ersten Liga. Die beiden Letztplatzierten der Allsvenskan steigen in die dritte Liga, die Division 1, ab, die Mannschaften auf den Plätzen 11 und 12 bestreiten Relegationsspiele mit Mannschaften aus der dritten Liga.